# Quintus Aurelius Symmachus

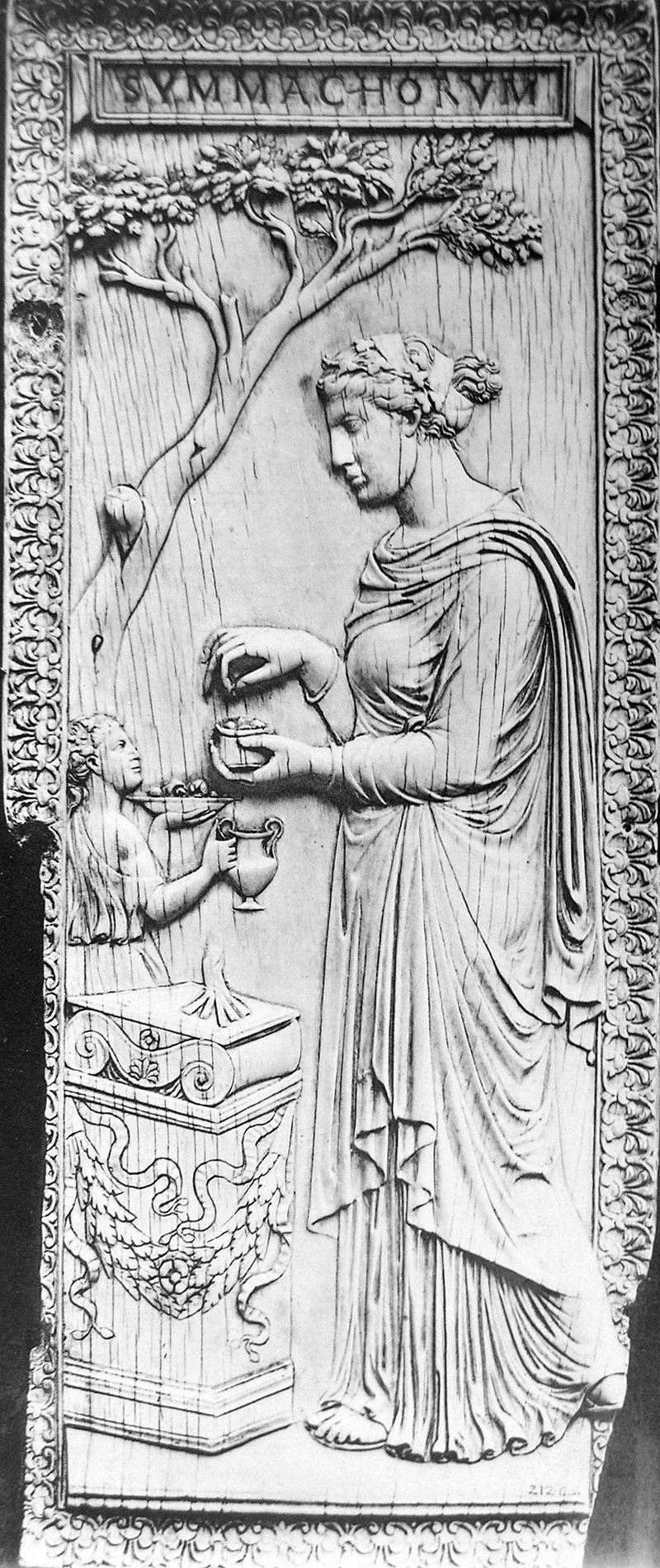
Flügel eines Elfenbeindiptychons mit Inschrift „SYMMACHORUM“. Die Frau stellt eine Priesterin des Bacchus dar. Eiche und Altar repräsentieren den Kult des Jupiter.

Quintus Aurelius Symmachus (signo Eusebius) (* um 342; † 402/403) war ein nichtchristlicher Senator, Konsul und Stadtpräfekt im spätantiken Rom. Er gilt als der bedeutendste lateinische Redner seiner Zeit und wurde von Zeitgenossen mit Marcus Tullius Cicero verglichen. Mit seinem Plädoyer für religiöse Toleranz im Streit um den Victoriaaltar, das von Christen literarisch rezipiert wurde, scheiterte Symmachus allerdings. Verwicklungen in politische Intrigen und Parteinahmen für die Usurpationen gegen Kaiser Theodosius zwangen ihn dazu, sich zunehmend von der Politik fernzuhalten.
Besonders in seinen letzten Lebensjahren widmete sich Symmachus der Philologen- und Herausgebertätigkeit, wodurch er eine Tradition begründete. Dank seiner aus den Jahren 365 bis 402 umfangreich erhaltenen Korrespondenz ist sein Lebensweg für einen Nichtchristen des ausgehenden vierten Jahrhunderts außergewöhnlich gut dokumentiert. Als an der altrömischen Restaurationsbewegung im Westen maßgeblich beteiligter Akteur ist Symmachus nach seinem Tod sehr kontrovers beurteilt worden.

## Familie
Die Familie der Symmachi war unter Konstantin dem Großen in den Senatorenstand aufgestiegen. Der Vater des Symmachus, Lucius Aurelius Avianius Symmachus, war 364–365 Stadtpräfekt von Rom und designierter Konsul für das Jahr 377, das er nicht mehr erlebte. Über ihn war die Familie der Symmachi mit derjenigen der Nicomachi verschwägert, zu denen etwa Virius Nicomachus Flavianus zählte. Symmachus war spätestens im Jahre 371 mit Rusticiana verheiratet. Aus der Ehe ging der Sohn Quintus Fabius Memmius Symmachus, Prätor im Jahre 401, hervor. Um das Jahr 393 heiratete Nicomachus Flavianus der Jüngere eine Tochter des Symmachus, zu welchem Anlass die abgebildeten Elfenbeindiptychen entstanden sein könnten. Der Urenkel des Symmachus war Quintus Aurelius Memmius Symmachus, der um 520 eine heute verlorene Römische Geschichte verfasste und Schwiegervater des Philosophen Boethius war. Dessen mit den Symmachi verschwägerten Geschlecht der Anicii gehörte auch Papst Gregor der Große an. Die Familie des Symmachus war sehr reich begütert, zu ihrem Besitz zählten drei Stadthäuser in Rom und eines in Capua sowie 15 Vorstadtvillen in Italien, drei davon in Rom.

## Leben

### Unter Valentinian und Gratian

Stark beschädigter Flügel mit Inschrift „NICOMACHORUM“. Die dargestellte Frau ist eine Priesterin der Ceres. Ihre Attribute entstammen dem Kult der Kybele.

Symmachus hatte eine gründliche Ausbildung in lateinischer Literatur und Rhetorik und zeigte darin ein außergewöhnliches Talent. Sein erstes kommunales Amt hatte Symmachus 365 inne. Im Jahre 369 erhielt er den für sein Alter ungewöhnlichen Auftrag, zum Anlass des fünfjährigen kaiserlichen Regierungsjubiläums an den Hof Valentinians I. nach Trier zu reisen, um diesem im Namen des Senats das Kranzgold zu überbringen. Vor Valentinian und seinem Sohn, dem noch sehr jungen Mitkaiser Gratian, die Rom noch nicht besucht und auch noch keinen Kontakt zum Senat aufgenommen hatten, hielt Symmachus drei Lobreden und wurde mit einem Ehrenrang ausgezeichnet.
In Trier lernte Symmachus Ausonius kennen, der aus Burdigalia, dem antiken Bordeaux, stammte, dort das damalige Amt eines Rhetorikprofessors innehatte und als Dichter der Mosella, eines Gedichts über die Mosel, bekannt ist. Unter den erhaltenen Briefen des Symmachus sind mehr als dreißig an Ausonius adressiert, die ein Freundschaftsverhältnis erkennen lassen. Sie geben Einblick in die Kontaktpflege zwischen dem alten stadtrömischen Senatsadel und der aufstrebenden gallorömischen Provinzaristokratie. Ausonius, eher äußerlich ein Christ, widmete Symmachus sogar das Gedicht Griphus ternarii numeri, das im Kontext eines Trinkgelages die Zahl Drei metrisch und thematisch variiert und mit dem Vers aufgelöst wird: „Dreimal zeche, die Dreizahl ist das Größte, dreifach ist der eine Gott!“
Förderlich für seine Karriere war eine weitere Rede, die Symmachus an Valentinian aus Anlass dessen dritten Konsulats im Jahre 370 hielt. Nachdem er noch im gleichen Jahr nach Rom zurückgekehrt war, versah er in den Jahren 373–374 das Prokonsulat von Africa, der Kornkammer Roms und einer der wichtigsten Provinzen des Westens. In seiner Zeit in Africa machte er die Bekanntschaft des Flavius Theodosius, des Vaters des späteren Kaisers, der als Heermeister den Aufstand des Firmus niedergeschlagen und damit auch die Besitzungen des Symmachus in Mauretania Caesariensis wiederhergestellt hatte.
Nach dem Tod Valentinians I. hielt Symmachus im Senat eine Rede Pro Trygetio, die mit großem Beifall aufgenommen wurde, da er mit seiner Würdigung des Nachfolgers Gratian zugleich auf die negativen Eigenschaften des verstorbenen Kaisers anspielte. Dieser rhetorische Erfolg veranlasste Symmachus dazu, eine Edition seiner Reden herauszugeben, die auf einem Palimpsest in Fragmenten erhalten geblieben sind.
Da Ausonius zum Erzieher des jungen Gratian ernannt worden war, bestand ein für die Familie des Symmachus günstiges politisches Klima. Symmachus wurde ausgewählt, vor dem Senat eine Rede Gratians zu verlesen, in welcher der kürzlich von seinen Truppen akklamierte Seniorkaiser des Westens seine Politik darlegte. Die gleiche Ehrenaufgabe wurde ihm anlässlich des Sieges des Gratian über die Alamannen sowie des Theodosius I. über die Goten im Jahre 379 zuteil. Jedoch war der Vater des Symmachus, der zum Konsul des Jahres 377 designiert worden war, noch vor Amtsantritt verstorben. Wohl infolge des Verlustes hielt Symmachus sich in den folgenden Jahren zurückgezogen auf seinen Landgütern in Kampanien auf, und selbst auf Einladung des Ausonius anlässlich dessen Konsulats vermied er es, Rom zu betreten.

### Symmachus im Streit um den Victoriaaltar

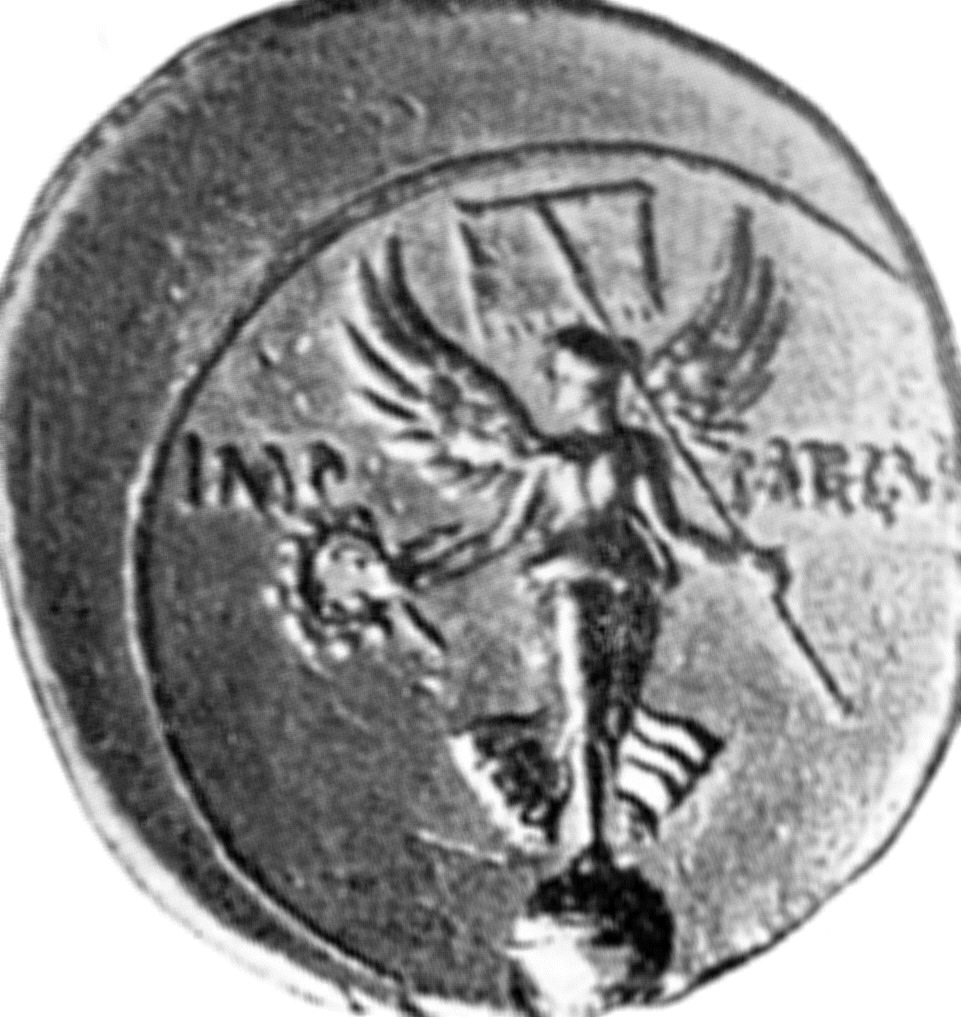
Münze mit Victoriastatue, geprägt von Augustus in Erinnerung an den Sieg gegen Marcus Antonius bei Actium. Reste des Sockels sind wiedergefunden worden.

Siehe auch: Streit um den Victoriaaltar
Constantius II. hatte im Jahre 356 ein allgemeines Opferverbot verfügt und die Schließung der Tempel gesetzlich befohlen. Ein Jahr später besuchte der Kaiser Rom, zeigte sich dabei von den öffentlichen Bauten der Stadt beeindruckt und erneuerte mit Rücksicht auf die nichtchristliche Mehrheit im Senat einige Privilegien stadtrömischer Traditionen. Allerdings ließ er den Altar der Victoria aus dem Senatsgebäude entfernen, den Augustus dort geweiht hatte und der als Symbol der militärischen Stärke Roms galt. Der vom Christentum abgefallene Kaiser Julian (361–363) ließ ihn wieder aufstellen. Der Konflikt stand im Kontext des allgemeinen Erlöschens altrömischer Traditionen: Die letzte Weihinschrift in einem nichtchristlichen religiösen Monument, das durch einen stadtrömischen Offiziellen gesetzt wurde, ist aus dem Jahre 367/8 erhalten. Sie besagt, dass Vettius Agorius Praetextatus, der zum Kreis des Symmachus zählte, die Porticus Deorum Consentium und ihre Bilder mit römischen Gottheiten auf dem Forum Romanum wiederherstellen ließ.
Symmachus war ein Mitglied des Priester-Kollegiums, welches den Vorwurf des Keuschheitsvergehens gegen die Vestalische Jungfrau Primigenia untersuchte und eine Verurteilung „nach der Sitte der Vorfahren“ empfahl, worunter man das lebendig Begraben der Vestalin bei der Porta Collina sowie die Hinrichtung des Liebhabers durch Geißelung auf dem Forum Romanum verstand. Die Verurteilung und Ausführung der Strafe durch den römischen Staat dürfte jedoch aus politischen Gründen nicht zustande gekommen sein. Die letzte Nachricht von einer vermutlich bereits emeritierten Vestalin stammt aus dem Jahr 394. Der christliche Dichter Prudentius beschrieb in einer polemischen Schrift wenig später das Liebesleben der aus ihrer 30-jährigen Dienstzeit entlassenen Vestalinnen, das schon Ambrosius in Abgrenzung zu den christlichen Nonnen gerügt hatte: „Sie trägt ihre verwelkten Falten zum Hochzeitslager und lernt als Jungvermählte, heiß zu werden in einem kalten Bett.“
Gratian stellte im Jahre 382 die staatlichen finanziellen Zuwendungen an den Vesta-Kult ein und ließ zudem den Victoriaaltar erneut aus der Kurie entfernen. Eine auf Initiative des Praetextatus gebildete und von Symmachus geführte Gesandtschaft protestierte 382 gegen die Maßnahmen, wurde aber am Mailänder Hof abgewiesen. Obwohl Symmachus aufgrund seines Protests aus Rom verbannt worden war, gelang ihm nach dem Tod Gratians 383 die politische Rückkehr und im Jahre 384 die Wahl zum Stadtpräfekten. Da der Nachfolger im Kaiseramt, Gratians minderjähriger Bruder Valentinian II., beeinflussbar zu sein schien, verfasste Symmachus noch in diesem Jahr die dritte Relatio an den Kaiser, in welcher er um Wiederaufstellung des Victoriaaltars und daneben um staatliches Geld für den Vestakult bat. Die Bittschrift wurde von christlichen Gegnern in umfangreichen Widerlegungen nachgeahmt, so besonders die Rom-Prosopopöie: Symmachus, Dritte Relatio 9–10
| Romam nunc putemus adsistere atque his vobiscum agere sermonibus: optimi principum, patres patriae, reveremini annos meos, in quos me pius ritus adduxit! utar caerimoniis avitis; neque enim paenitet. vivam meo more, quia libera sum! hic cultus in leges meas orbem redegit, haec sacra Hannibalem a moenibus, a Capitolio Senonas reppulerunt. ad hoc ergo servata sum, ut longaeva reprehendar? Videro, quale sit, quod instituendum putatur; sera tamen et contumeliosa emendatio senectutis. ergo diis patriis, diis indigetibus pacem rogamus. aequum est, quidquid omnes colunt, unum putari. eadem spectamus astra, commune caelum est, idem nos mundus involvit. quid interest, qua quisque prudentia verum requirat? uno itinere non potest perveniri ad tam grande secretum. Sed haec otiosorum disputatio est. Nunc preces, non certamina offerimus. | „Stellen wir uns vor, dass die Göttin Rom zugegen sei und Euch anspräche: Ehrenwerteste Kaiser, Väter des Vaterlandes, habt Ehrfurcht vor meinem Alter, in das mich die Einhaltung des religiösen Brauches gelangen ließ! Lasst mich die Zeremonien der Ahnen begehen, denn dies ist keine Sünde. Lasst mich nach meiner Tradition leben, da ich frei geboren bin! Diese Religion hat den Erdkreis meinen Gesetzen unterworfen, diese heiligen Bräuche haben Hannibal von den Mauern der Stadt, die Gallier vom Kapitol abgewehrt. Bin ich damals gerettet worden, damit ich nun in meinen alten Tagen zurückgesetzt werde? Ich werde bald erkennen, von welcher Art die als notwendig angesehenen Maßnahmen sind; doch die Ausbesserung meines Alters kommt spät und ist schmachvoll. Daher bitten wir um Frieden für die Götter der Väter und die Götter der Heimat. Es ist gerecht, das Ziel der individuellen Religionsausübung als Einheit zu verstehen. Zu denselben Sternen blicken wir empor, der Himmel ist uns gemeinsam, dasselbe Weltall umgibt uns. Was liegt daran, unter welchem System ein jeder die Wahrheit erforscht? Auf einem Weg allein kann man nicht ein solch erhabenes Mysterium erkennen. Doch wäre dies eine akademische Diskussion. In der gegenwärtigen Lage tragen wir Bitten, nicht Streitfragen vor.“ |

Aufgrund des Einflusses des Ambrosius, des Erzbischofs von Mailand und bedeutenden Kirchenlehrers, stieß das Gesuch des Symmachus auf Ablehnung. Ambrosius verfasste spontan einen Brief (Nr. 17), in welchem er ohne Kenntnis der Bittschrift des Symmachus die Situation diskutierte und Valentinian die Exkommunikation androhte, da Victoria wie alle nichtchristlichen Götter ein Dämon sei: „Denn die Erlösung wird nur gewährleistet sein können, wenn ein jeder wahrhaft den wahren Gott verehrt, das ist den Gott der Christen, von dem alle Dinge beherrscht werden; denn Er allein ist der wahre Gott, der in der Tiefe des Verstandes zu verehren ist; denn ‚die Götter der Heiden sind Dämonen‘, wie die Heilige Schrift sagt.“ Später schrieb er einen weiteren Brief (Nr. 18), der eine argumentative Widerlegung von Symmachus’ Bittschrift darstellt, jedoch als rhetorisch schwächer eingeschätzt wird.

### Rückzug vom Amt des Stadtpräfekten
Das Amt des Stadtpräfekten legte Symmachus im Jahre 385 nieder. Noch im Jahre 384 hatten seine christlichen Gegner Symmachus in eine Untersuchung über Tempel- und Kunstraub in der Stadt Rom gedrängt und gleichzeitig Valentinian dazu bewegt, nicht nur die Tempelräuber aus der Untersuchungshaft zu entlassen, sondern auch Symmachus durch ein öffentlich angeschlagenes Edikt für seinen repressiven Kurs abzumahnen. Symmachus war es zwar noch gelungen, sich durch ein Memorandum an den Kaiser gegen die erhobenen Vorwürfe zu verteidigen, doch war auch dieser Triumph nur von kurzer Dauer. Denn nach dem Tod des Praetextatus, der für das Jahr 385 zum Konsul designiert war, sah Symmachus sich den Intrigen seiner Gegner hilflos ausgesetzt und bat Valentinian um seine Entlassung, die ihm jedoch verweigert wurde. Erst nachdem seine Gegner Schuldklage gegen die Frau des Symmachus einreichten und einen befreundeten Amtsträger heimtückisch aus dem Amt klagten, verließ Symmachus die Stadt und begab sich auf seine Landgüter in Kampanien. Auch Virius Nicomachus Flavianus hatte sich kurz zuvor vorübergehend in das Privatleben zurückgezogen. Die durch seine christlichen Gegner überlieferten Relationes des Symmachus stammen sämtlich aus der Zeit seiner Stadtpräfektur.
Das rhetorische Renommee des Symmachus muss gleichwohl in ganz Italien anerkannt gewesen sein. Die Stadt Mailand ernannte ihn 384 zum Leiter einer Berufungskommission für einen Rhetoriklehrstuhl. Symmachus entschied sich dabei für den Kandidaten Augustinus, der zu dieser Zeit Anhänger der Lehren Manis, in Rom Privatdozent in Finanznöten war und nach seiner Konversion die Stelle wieder aufgab. Der römische Senat verlieh Symmachus den Ehrentitel princeps senatus („Erster des Senates“), und Valentinian selbst lud Symmachus zu einer Ansprache anlässlich seines dritten Konsulats ein.

### Unter Theodosius
Es war gerade diese Anerkennung seiner rhetorischen Fähigkeiten, die für Symmachus folgenreich werden sollte. Zu Ehren des Magnus Maximus, der sich bereits gegen Gratian erhoben hatte und 387 in Italien einmarschiert war, hielt Symmachus wohl im Auftrag des Senats im Jahre 388 eine Lobrede. Theodosius I., der seit 383 Seniorkaiser im Osten des Reiches war, schlug den Usurpator bald darauf und ließ Valentinian wieder ins Amt einsetzen. Symmachus, der in dieser Angelegenheit in einer christlichen Kirche Asyl gesucht hatte, entkam aufgrund der Fürsprache des novatianistischen Bischofs Leontius der Hinrichtung wegen Majestätsverbrechen. Symmachus selbst verfasste eine Verteidigungsschrift, die gleichzeitig eine Lobrede auf seinen Retter, Kaiser Theodosius, darstellte.
Die Zurücksetzung des Symmachus war jedoch nur von kurzer Dauer, zumal Nicomachus Flavianus von Theodosius 390 zum Prätorianerpräfekten ernannt wurde, dem höchsten Zivilposten im spätrömischen Reich. Er erhielt noch offizielle Einladungen aus Rom und von Theodosius persönlich und nahm seine Designation zum Konsulat des Jahres 391 selbst in Rom entgegen. Nachdem er den Winter mit der Vorbereitung von Schauspielen für sein Konsulat verbracht hatte, reiste Symmachus Anfang 391 an den Hof des Theodosius in Mediolanum (heute Mailand), um diesem persönlich für seine Beförderung zu danken. Kurz zuvor hatte eine Senatsgesandtschaft die Wiederaufstellung des Victoriaaltars gefordert, welche Theodosius nach einigem Bedenken verweigerte. Symmachus hielt auch eine Lobrede an Theodosius, die er dazu nutzte, Anliegen der nichtchristlichen Senatoren vorzutragen. Als der Kaiser, der sich nach dem Massaker von Thessaloniki Ambrosius unterworfen hatte, die Rede hörte, ließ er Symmachus noch am gleichen Tag aus Zorn in einem ungepolsterten Reisewagen aus Mailand verbringen und untersagte ihm, sich dem Hof bis auf 100 Meilen zu nähern.
Zur gleichen Zeit erließ Theodosius Verbote gegen Opfer, Tempelbesuch und heidnische Religionsausübung, in deren Folge es auch zu vereinzelten Zerstörungen von Tempeln kam. Der Christ Rufinus von Aquileia schrieb: „Der Kult der heidnischen Bilder, der seit der Politik des Konstantin und seiner Nachfahren aufgegeben und zerstört wurde, ist unter der Regierung des Theodosius eingestürzt.“ Im Osten wurden etwa ab 380, im Westen ab 393 in den christianisierten Gemeinden die Tempel und Statuen der benachteiligten Religionsgemeinschaften, deren Anhänger noch etwa die Hälfte der Reichsbevölkerung ausgemacht haben dürften, zerstört oder entweiht, ihre Bücher verbrannt und heilige Bäume abgeholzt.
Indem Theodosius die nichtchristlichen Senatoren bei der Ämtervergabe weiterhin berücksichtigte, hoffte er in Rom auf deren Unterstützung für seine Politik, die ihm jedoch bald darauf noch versagt werden sollte. Zwar stieß eine senatorische Gesandtschaft, die 392 am Hof des Valentinian in Trier ihre nichtchristlichen Anliegen vorbringen wollte, auf ebenso wenig Gunst, wie Symmachus sie bei Theodosius erfahren hatte. Doch änderte sich die politische Lage grundlegend mit dem Tod des Valentinian, welcher von seinem Heermeister Arbogast ermordet oder in den Selbstmord getrieben worden sein soll. Im Mai wurde Eugenius zum Kaiser erhoben, ein Rhetorikprofessor, der, nachdem Theodosius und Ambrosius sich ausweichend verhielten, die Unterstützung der nichtchristlichen Senatoren fand. der Sieg des Theodosius in der Schlacht am Frigidus wird von spätantiken christlichen Quellen als letzter Kampf zwischen Heidentum und Christentum gesehen. Traditionell ging auch die althistorische Forschung davon aus, dass die Regierung des Eugenius ein pagan revival („eine heidnische Reaktion“) in Rom darstellte. Diese Sicht wurde von Alan Cameron in Frage gestellt, der die literarischen Quellen für unglaubwürdig hält und zudem argumentiert, dass Eugenius nicht die verbotenen alten Kulte und Opfer offiziell wieder aufleben ließ. Gleichwohl besteht weiterhin die Ansicht in der Forschung, dass dem Konflikt und Krieg zwischen Eugenius und Theodosius zumindest eine religiöse Motivation zugrunde lag.
Da die Briefe des Symmachus aus dieser Zeit bei der Herausgabe der Briefsammlung zurückgehalten wurden, ist über dessen politische Rolle nur der Plan zu Gladiatorenspielen im Jahre 393 bekannt, welche die Christen ablehnten. Anscheinend hielt sich Symmachus in dieser Zeit politisch eher zurück. Vielleicht erinnerte er sich an die Folgen der gescheiterten Usurpation des Magnus Maximus, zumal Symmachus auch in religiösen Fragen zurückhaltender auftrat als Nicomachus Flavianus; er unterhielt durchaus gute Beziehungen zu Christen, wie etwa zu dem angesehenen Senator Sextus Petronius Probus. Gleichzeitig nahm Nicomachus Flavianus in seinem Amt als Prätorianerpräfekt eine Führungsrolle in der für Eugenius eingenommenen Senatsfraktion ein und konnte somit am Hof des Eugenius seinen eigenen Sohn sowie den Sohn des Symmachus erfolgreich für Beförderungen vorschlagen. Um die Verbundenheit der Familien zu stärken, heiratete dessen Sohn, der Stadtpräfekt Roms Nicomachus Flavianus der Jüngere, eine Tochter des Symmachus. Nicomachus Flavianus der Ältere beging indes Selbstmord, als Theodosius Anfang September 394 das Heer des Eugenius in der Schlacht am Frigidus vernichtete.
Mit diesem Sieg hatte das Christentum endgültig triumphiert, und Theodosius erlangte als letzter Kaiser in der Geschichte die Alleinherrschaft über das Reich. Er ließ nach seinem Sieg gegen Eugenius erneut Milde walten und für dessen senatorische Anhänger eine Amnestie verfügen. Symmachus setzte sich hierbei persönlich für seinen Schwiegersohn ein, den jüngeren Nicomachus, der unter der Bedingung des Glaubensübertritts nur sein Amt als Stadtpräfekt verlor, das ihm Eugenius verliehen hatte.

### Die letzten Jahre
Trauer um das Schicksal politischer Freunde und Besorgnis um die kaiserliche Gunst veranlassten Symmachus in Anschluss an die Niederlage des Eugenius, seine Korrespondenz vorübergehend auszusetzen. Doch änderte sich seine Zurückhaltung, als noch zu Lebzeiten des Theodosius das Andenken an Nicomachus Flavianus von der bereits beschlossenen Auslöschung wieder ausgenommen wurde. Nach dem Tod des Theodosius im Jahre 395 ersuchte Symmachus befreundete Magistrate um Schuldenerlass für die Nachfahren des Nicomachus Flavianus, die alle Einnahmen zurückzahlen mussten, die jener als Prätorianerpräfekt im Namen des Usurpators Eugenius gesammelt hatte, was nun die Familie in den Ruin zu stürzen drohte.
Im Herbst dieses Jahres wurde Symmachus im Auftrag des Stadtpräfekten in den römischen Senat berufen, um bezüglich der personellen Zusammensetzung einer Gesandtschaft zu schlichten, die den Sohn des Theodosius und Kaiser im Westen Flavius Honorius um Beistand bitten sollte, nachdem der rebellische comes Africae Gildo Italien von der Kornversorgung abgeschnitten hatte. Bei seiner Ankunft in Rom beschrieb Symmachus, dass ein Aufstand der Bevölkerung täglich zu erwarten sei, viele Adelige auf das Land flüchteten und er selbst um das Schicksal seines Sohnes fürchtete. Symmachus beschwichtigte den Zorn der Bevölkerung durch die Organisation von Nahrungsreserven, war jedoch nicht in der Lage, den Senat in der Frage der Zusammensetzung der Gesandtschaft vor dem Eintreffen des Heermeisters Stilicho zu einigen.
In den Jahren nach seinem Rückzug aus Rom im Frühjahr 396 wurde Symmachus von verschiedenen Krankheiten befallen, und auch der immer wieder bedenkliche Gesundheitszustand von Angehörigen wirkte sich negativ auf seinen seelischen Zustand aus. Gleichwohl nahm er an wichtigen Senatssitzungen teil und wurde 397 als Vermittler berufen im Konflikt der Theodosius-Söhne und Kaiser im Osten und Westen, Arcadius und Honorius, der von Gildo geschürt wurde, als er Arcadius die Gefolgschaft aufkündigte. Der Empfehlung des Symmachus folgend erklärte der Senat Gildo zum Staatsfeind und sprach die Kriegserklärung aus, die Symmachus mit dem Senat und der stadtrömischen Bevölkerung entzweite, welche diesen Krieg verabscheute.

Kontorniat, spätes 4. Jahrhundert. Auf der Vorderseite Kaiser Trajan, auf der Rückseite die Göttinnen Annona und Ceres mit Attributen der Feldfrucht.

Doch auch auf die Warnung des jüngeren Nicomachus hin, seine politischen Feinde stachelten die Bevölkerung zur Gewalt gegen ihn auf, weigerte sich Symmachus, Rom endgültig zu verlassen, hielt sich jedoch häufiger in seinen Vorstadtvillen auf. Erst als der Aufstand losbrach, flüchtete Symmachus in seine Villa in Ostia – wo ihn einige Tage später ein Schreiben des Stadtpräfekten mit seiner Rückberufung erreichte, da die Aufständischen die Gewalt schon wieder bereut hatten und Spiele forderten. Nachdem er dessen Beantwortung kurze Zeit demonstrativ verzögert hatte, kehrte Symmachus tatsächlich nach Rom zurück und verbrachte das Jahr 398 überwiegend in der ewigen Stadt.
Wie die anonymen polemischen Schriften gegen nichtchristliche Senatoren zeigen, bestand über einen längeren Zeitraum ein Gegensatz zwischen den beiden Fraktionen. Auch die in großer Zahl bekannten Kontorniaten, münzähnliche Prägungen aus der Zeit von etwa 355 bis 410, werden teils als Zeugnisse einer untergründigen Opposition seitens der nichtchristlichen Senatsaristokratie gedeutet. Sie zeigen auf der Vorderseite besonders altrömische und christenfeindliche Kaiser sowie auf der Rückseite nichtchristliche Götter und Schriftsteller.
Im Jahre 399 lehnte Symmachus eine Einladung des Stilicho an den Hof des Honorius ab und widmete sich besonders seit dieser Zeit seinen Studien. Wohl im Jahre 401 heiratete der Sohn des Symmachus die Tochter des jüngeren Nicomachus. Das genaue Todesdatum des Symmachus ist nicht bekannt, doch ist das letzte in seinen Briefen erwähnte Datum das Jahr 402, in dem er eine Gesandtschaftsreise nach Mailand krankheitsbedingt abbrechen musste; er könnte daher auch noch in diesem Jahr verstorben sein. Eine durch seinen Sohn gesetzte Ehreninschrift für Symmachus lautet: „Quintus Aurelius Symmachus, vir clarissimus, Quaestor, Praetor, höherer Priester, […] Proconsul von Africa, Stadtpräfekt, ordentlicher Konsul, hochgelehrter Redner“.

## Wirkung

### Der „Symmachuskreis“
Um 401 erwähnte Symmachus in einem Brief, dass er an einer Gesamtausgabe des 142-bändigen Werkes zur Geschichte der römischen Republik von Titus Livius arbeitete. Die originalen Subskriptionen der ersten Dekade sind in Abschriften erhalten. Am Ende eines jeden Buches findet sich der folgende Eintrag:

“Victorianus v.c. emendabam domnis Symmachis”

„Ich, Victorianus, vir clarissismus, war mit der Verbesserung beschäftigt im Auftrag der Familie des Symmachus“

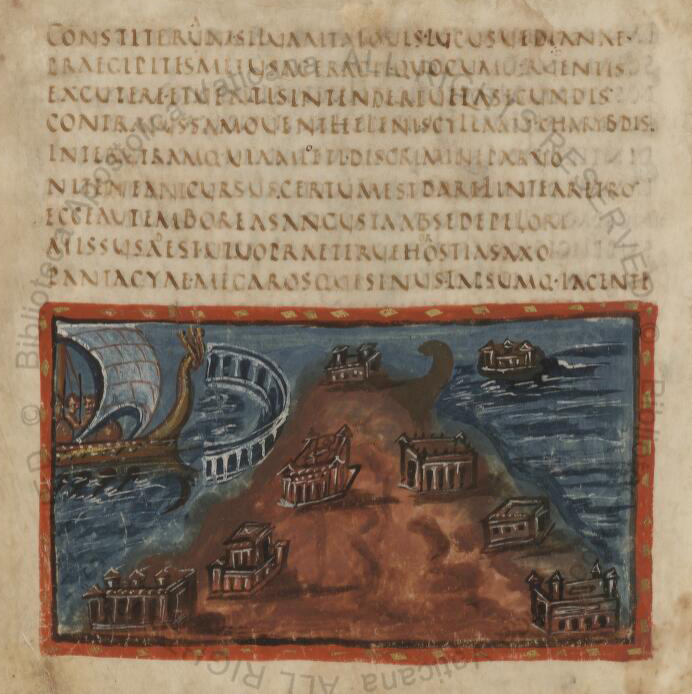
Der Vergilius Vaticanus, eine Ausgabe von Vergils Aeneis und das vielleicht älteste überlieferte Buch, wurde von Angehörigen des so genannten Symmachuskreises hergestellt.

Über den Urheber der Subskription, Victorianus, ist außerdem bekannt, dass er eine Abschrift der Biographie des Flavius Philostratos über den griechischen Wundertäter Apollonios von Tyana herausgab, die als Konkurrenzschrift zu den kanonischen Evangelien über Jesus von Nazaret galt. Die Überlieferung des Livius beruht auf der Ausgabe des Symmachus, deren Original allerdings verloren ist. Im Verona-Palimpsest ist ein etwa zur gleichen Zeit, jedoch unabhängig entstandener Text erhalten, der keinen Beitrag zur Textverbesserung leistet. Die philologische Arbeit im Haus des Symmachus kann daher als sorgfältig eingeschätzt werden.
Weitere Senatoren setzten diese Tradition im so genannten Symmachuskreis fort. Appius Nicomachus Dexter und Virius Nicomachus Flavianus stellten Abschriften der Livius-Edition her. Außerdem blieben auf diese Weise Quintilian, Cornelius Nepos, Persius, Martial, Juvenal und Apuleius erhalten. Auch nach dem Übertritt der Nachfahren dieser Senatoren zum Christentum wurden weitere Autoren gerettet, wie aus dem Schicksal der Handschriften des Horaz, Vergil, Pomponius Mela, Valerius Maximus, Caesar, Plautus, Terenz und Sallust hervorgeht. Die Praxis dieser Subskriptionen dauerte bis um die Mitte des 6. Jahrhunderts an. Sie lassen keine Opposition zum Christentum erkennen, sondern zeigen eher eine Beteiligung von Christen. Die Qualität der Texterstellung dieser Ausgaben war später stark rückläufig. Alexander Demandt schrieb: „Die Fäden der Tradition sind dünn, und doch hängt an ihnen die gesamte weitere Entwicklung.“
Macrobius, der eine Generation nach Symmachus gelebt haben könnte, beschrieb dieses Bemühen um die klassische Bildung in den Saturnalien. Macrobius überlieferte auch Auszüge aus Ciceros Werk „Über den Staat“ in das Mittelalter (Der „Traum des Scipio“). Ähnlich wie Cicero dort den Scipionenkreis als den Beginn lateinischer Gelehrsamkeit gewürdigt hatte, ließ Macrobius neben Symmachus Praetextatus und Nicomachus Flavianus als Zeugen einstiger römischer Größe auftreten.
Abgesehen von den Schriften des Symmachus sind von der selbständigen literarischen Tätigkeit der nichtchristlichen Senatoren nur die Titel bekannt. Virius Nicomachus Flavianus schrieb wohl während seiner Stadtpräfektur ein Geschichtswerk, Annalen, das Theodosius gewidmet war und das möglicherweise von Ammianus Marcellinus benutzt wurde. Flavianus hat außerdem von der oben erwähnten Biographie des Apollonios von Tyana eine Abschrift (keine lateinische Übersetzung, wie in der älteren Forschung oft angenommen) anfertigen lassen. Praetextatus übersetzte Paraphrasen des Themistios aus einem heute verlorenen Werk des Aristoteles.

### Antike Urteile
Der Senator und bedeutendste christliche Dichter der Antike, Prudentius, der in klassischen Schriften ausgebildet worden war und sogar Sympathie für den vom Christentum abgefallenen Kaiser Julian (361–363) zeigte, verfasste nach 402 die polemischen zwei Bücher „Gegen Symmachus, der die Götzenverehrung verteidigt“. Es handelt sich hierbei um ein christliches Gedicht in der Form eines klassischen Epos, welches die Hauptargumente des Symmachus sowie die erweiterten christlichen Erwiderungen zu Versen verarbeitet. Prudentius spricht seine Anerkennung für dessen rhetorisches Renommee aus, benutzt aber auch die übliche Polemik christlicher Autoren des lateinischen Westens. Er nennt ihn: „Oh Zunge, strömend vom wunderbaren Quell der Worte, Zierde römischer Rhetorik, der sogar Tullius [Cicero] unterlegen ist, und der die Beredsamkeit diese reichen Perlen eingegeben hat“. Da er aber nicht Gott lobe, sei er eine Schlange, die scheußliche Ungeheuer hervorbringe und das reine Wort mit Sünde verunreinige. Auch bittet er den „Erlöser des römischen Volkes“ darum, dass jener nicht mitten im (Höllen-)Feuer verbrennen möge. Und: „Möge sein Buch unbeschadet erhalten bleiben, sein vortreffliches Werk den Ruhm behalten, den es durch den Blitz seiner Sprache erworben hat.“
Außerdem wird Symmachus im 5. Jahrhundert in den Fragmenten des Olympiodoros von Theben sowie von dem christlichen Kirchenhistoriker Sokrates Scholastikos und im 6. Jahrhundert von Cassiodor erwähnt, der Sokrates Scholastikos zitierte. Sidonius Apollinaris stellte ihn im 5. Jahrhundert Plinius dem Jüngeren zur Seite und nennt ihn in einem Atemzug mit Quintus Hortensius Hortalus, Marcus Tullius Cicero und Apuleius.

### Schriften

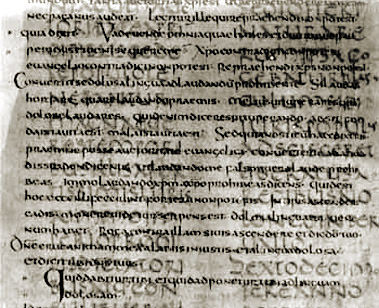
Codex Bobiensis. Diese Seite enthält einen Auszug aus Ciceros De republica

Obwohl Symmachus als der bedeutendste Redner seiner Zeit galt, wurden seine Reden bis zum Beginn des 19. Jahrhunderts nicht mehr erwähnt. Angelo Mai, der sich auf Palimpsest-Funde spezialisiert hatte und dadurch in Fachkreisen berühmt wurde, fand die erhaltenen acht Fragmente 1815 in dem bedeutendsten Palimpsest, dem Codex Bobiensis, der auch ein Unikat von Ciceros de re publica enthält, in der Bibliothek des Vatikans. Die Reden des Symmachus waren im 7. Jahrhundert gelöscht und mit einer Kopie der Akten des Konzils von Chalcedon überschrieben worden. Indem Mai Chemikalien auf den Codex auftrug, um die ältere Schrift wiederherzustellen, veränderte er dessen Schriftbild dauerhaft und beschädigte den Codex. Die Reden des Symmachus geben Einblick in das politische Klima zur Zeit der valentinianischen Dynastie.
Symmachus hatte seine berühmteste Schrift, die dritte Relatio zum Streit um den Victoriaaltar, nicht zur Herausgabe gedacht, stattdessen wurde sie zusammen mit den Repliken des Ambrosius in dessen Briefsammlung aufgenommen und mit dieser überliefert. Zusätzlich wurden in einigen Abschriften der Gegenschrift des Prudentius die Originalzitate aus der Schrift des Symmachus vom Kopisten ergänzt. Schließlich wurde sie zusammen mit den insgesamt 49 oft kurzen Relationes des Symmachus aus der Zeit seiner Stadtpräfektur im Anhang der Briefesammlung aufgenommen. Für die Textherstellung ist die Kopie des Ambrosius die wertvollste Quelle.
Die Briefe des Symmachus wurden von seinem Sohn in zehn Büchern herausgegeben und sind bis auf einige Lücken erhalten. Der älteste erhaltene und beste Codex ist der Parisinus 8623 aus dem 9. Jahrhundert, der auch als einziger durchgehende Titel enthält, wobei die Anfangs- und Schlussseiten fehlen. Unter den jüngeren Codices bietet der Vaticanus Palatinus 1576 aus dem 11. Jahrhundert die beste Textqualität, daneben sind vier Florilegien aus dem 13. Jahrhundert erhalten. Drei an Ausonius adressierte Briefe sind außerdem in dessen Briefsammlung überliefert.
Die Briefsammlung des Symmachus, welche die Kunstbriefe des Plinius zum Vorbild hatte, inspirierte Sidonius Apollinaris zur Herausgabe einer ähnlichen Briefsammlung. Angesichts des Verlusts an Literatur sind die Briefe des Symmachus eine wertvolle Quelle historischer Informationen zum römischen Reich des späten 4. Jahrhunderts, obgleich sie oft aufgrund ihrer Inhaltsleere in Bezug auf brisante politische Verwicklungen als enttäuschend angesehen werden. Herbert Bloch geht davon aus, dass die Ausgabe der Briefe des Symmachus in zensierter Form erschien, aufgrund der Verstrickungen der Familie in die Usurpation des Eugenius und ihrer engen Beziehungen zu Nicomachus Flavianus. Symmachus schrieb im Jahre 383 in einem Brief „an seinen Bruder Flavianus“:

“Dehinc praesens status non sapientiam sed fortunam requirit. defectum annonae timemus pulsis omnibus, quos exerto et pleno ubere Roma susceperat. fac, ut his remediis convalescamus: quanto nobis odio provinciarum constat ista securitas! dii patri, facite gratiam neglectorum sacrorum! miseram famem pellite! quamprimum revocet urbs nostra, quos invita dimisit! plura tecum loqui, quam necesse est, de adversis communibus non libet.”

„So verlangt denn der gegenwärtige Zustand des Staates nicht die Philosophie, sondern den Reichtum. Wir fürchten eine Unterbrechung in der Kornversorgung, nachdem alle Menschen vertrieben worden sind, die Rom an seiner reichen und vollen Brust einst nährte. Ach, dass wir uns doch von diesen Heilmitteln wieder erholen könnten! Wie groß ist der Hass der Provinzen gegen uns, dem eine derartige Sicherheit zu danken ist! Ihr Götter unserer Väter, seid gnädig gegenüber der Verwahrlosung von dem, was Euch geweiht ist! Verscheucht diese elende Hungersnot! Möge unsere Stadt alsbald die Menschen zurückrufen, die sie gegen ihren Willen verstoßen hat! Ich sollte nicht mehr über das gemeinsame Unglück mit dir sprechen, als unbedingt notwendig ist.“

Das dritte Buch der Briefsammlung enthält sieben Briefe, die an Naucellius gerichtet sind, der in der Nähe des Hauses von Symmachus auf dem Caelius wohnte. Darin erwähnt Symmachus einen carminum tuorum codicem („ein Buch mit deinen Gedichten“). Naucellius soll Symmachus zufolge auch ein griechisches Werk über die ältere römische Geschichte ins Lateinische übertragen haben. Gedichte des Naucellius sind in einer Epigramm-Kompilation im 15. Jahrhundert im Kloster Bobbio entdeckt worden und in einer Humanistenabschrift erhalten, die als Epigrammata Bobiensia herausgegeben ist. Diese Sammlung beschreibt die literarischen Interessen des Symmachus-Kreises und enthält auch eine Zitatensammlung klassischer Autoren von Arusianus Messius, in der Zitate des Symmachus überliefert sind.

### Forschungsmeinungen
Die historische Person des Symmachus, ihre literarischen Leistungen sowie die sie umgebenden Zeitumstände sind unterschiedlich beurteilt worden. Neuere Studien interessieren sich vor allem für die politische Biografie des Symmachus. Otto Seeck († 1921), der die Schriften des Symmachus herausgab, nannte in seiner „Geschichte des Untergangs der antiken Welt“ die dritte Relatio des Symmachus den „Schwanengesang einer sterbenden Religion“. Herbert Bloch sah in einem Vortrag von 1959 den nichtchristlichen Widerstand des Symmachus und seines Kreises eng verknüpft mit dem Überleben römischer Literatur und urteilte: „Es gab keinen folgenschwereren Zusammenbruch in der Geschichte der Menschheit als denjenigen, der durch das Ende der antiken Welt und den letzten Kampf zwischen Heidentum und Christentum bezeichnet wird.“ Der Altphilologe und Historiker Alan Cameron veröffentlichte 1984 eine Replik zu den Arbeiten von Bloch, worin er diese als „vorherrschende Ansicht […], die einflussreichsten und am besten bekannten Standarddarstellungen“ bezeichnete, die jedoch eine „extravagante Behauptung“ aufstellten, da er selbst keinen Zusammenhang zwischen Editionstätigkeit und religiöser Opposition sehen könne. Cameron hat diesen Grundgedanken auch in einer umfassenden neuen Untersuchung betont, wonach außerdem von einem „pagan revival“ in dieser Zeit nicht die Rede sein könne.
Jelle Wytzes gelangte in seinem 1977 erschienenen Buch „Der letzte Kampf des Heidentums in Rom“, das auf seiner Dissertation von 1936 basierte, zu einer ausgesprochen negativen Auffassung der intellektuellen Leistungen des Symmachus und seines Kreises: „Es ist klar, dass Symmachus und die Seinen ihre Zeit nicht verstanden und ihre Bedeutung für das Bestehen und den Fortbestand des Reiches überschätzten. […] Dass ihr geistiges Leben auf einem nicht eben hohen Niveau lag, darf man ihnen nicht vorwerfen. […] Hier liegt eine Kultur in den letzten Zügen. Der Hang zum Alten führte in einen geistigen Morast.“
Richard Klein, Fachmann in der spätantiken Geistesgeschichte, wies auf den Opportunismus des Symmachus hin, etwa in Bezug auf Valentinian I., den er in Reden zu Lebzeiten verherrlichte und nach seinem Tod kritisierte, sowie seine Reaktion auf die niedergeschlagene Usurpation des Magnus Maximus. Klein führte die religiöse Dissidenz des Symmachus nicht auf spirituelle Überzeugung, sondern Traditionsbewusstsein zurück. Symmachus sei „eine tragische Gestalt“ gewesen, die im Spannungsfeld zwischen einer Religion, an die er nicht mehr geglaubt habe und einer Alternative, die er nicht habe annehmen können, gescheitert sei: „Es erhebt sich die Frage, warum ein so hochgebildeter Mann noch im vierten Jahrhundert eine Glaubensform festhalten will, von deren Erstarrung und Nutzlosigkeit er selbst überzeugt ist. […] Bei den Christen aber spürte er zumeist eine abstoßende Intoleranz und eine Abwertung von Geschichte und Staat sowie eine Verkennung der kulturellen und zivilisatorischen Leistung Roms. Ihnen kann er sich deshalb umso weniger anschließen.“

## Ausgaben
- Otto Seeck (Hrsg.): Q. Aurelii Symmachi quae supersunt (= Monumenta Germaniae Historica, Auctores antiquissimi Band 6, 1.). Weidmann, Berlin 1883 (Digitalisat). Unveränderter Nachdruck Monumenta Germaniae Historica, München 1984, ISBN 3-921575-19-2.
- Alexandra Forst (Hrsg.): Q. Aurelius Symmachus. Amtliche Schreiben. Relationes. Lateinisch-deutsch. De Gruyter, Berlin/Boston 2020, ISBN 978-3-11-060904-2 (kritische Rezension von Raphael Brendel bei Bryn Mawr Classical Review; positive Besprechung von Sara Fascione in: Plekos. Ausgabe 23, 2021, S. 79–82 [PDF]).
- Angela Pabst (Hrsg.): Reden. Orationes (Texte zur Forschung. Band 53). Wissenschaftliche Buchgesellschaft, Darmstadt 1989, ISBN 3-534-02247-5.
- Richard Klein: Der Streit um den Victoriaaltar. Die dritte Relatio des Symmachus und die Briefe 17, 18 und 57 des Mailänder Bischofs Ambrosius (= Texte zur Forschung. Band 7). Wissenschaftliche Buchgesellschaft, Darmstadt 1972, ISBN 3-534-05169-6.